# Sturmabzeichen

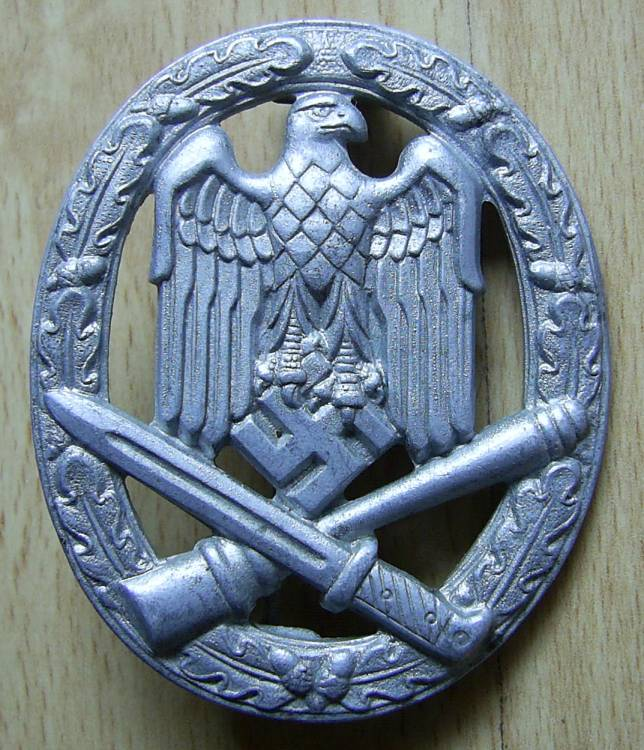
Allgemeines Sturmabzeichen

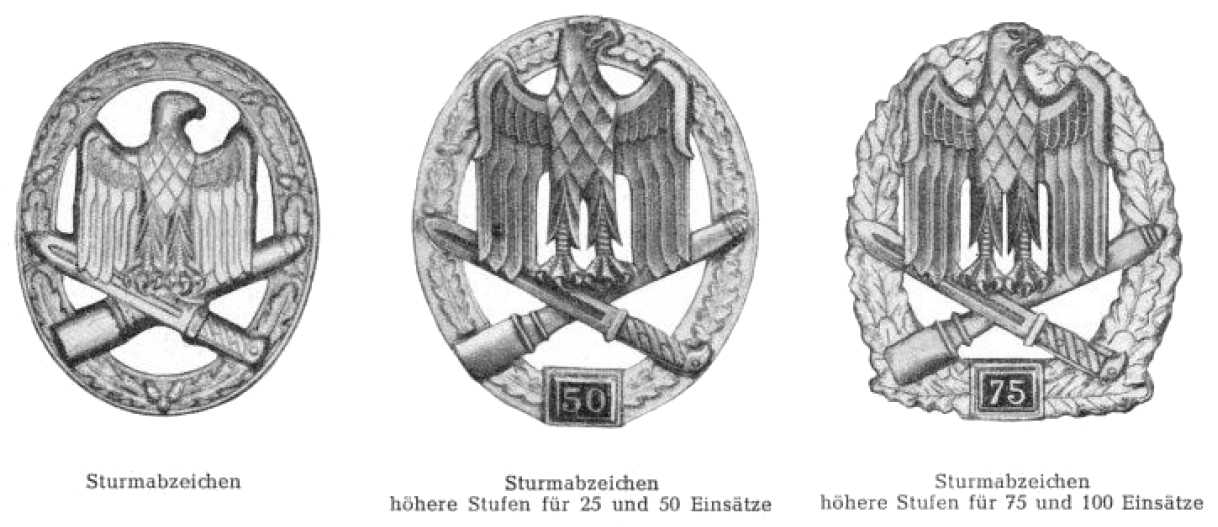
Abbildungen des Sturmabzeichens in der 57er Version

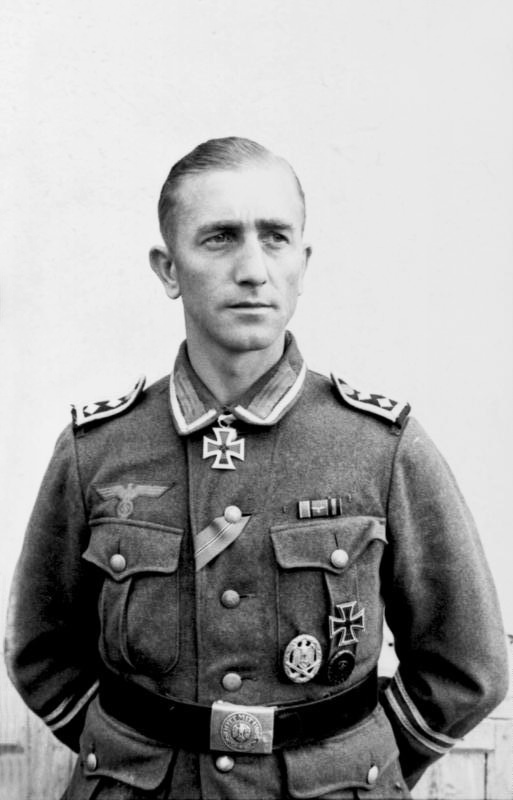
Korrekte Trageweise des Sturmabzeichens an der Feldbluse

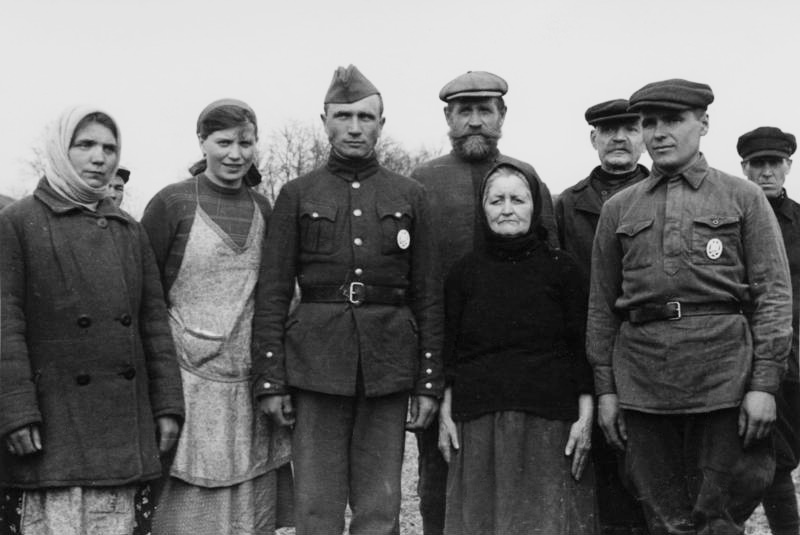
1942, russische „HiWis“, die mit dem Sturmabzeichen ausgezeichnet worden sind

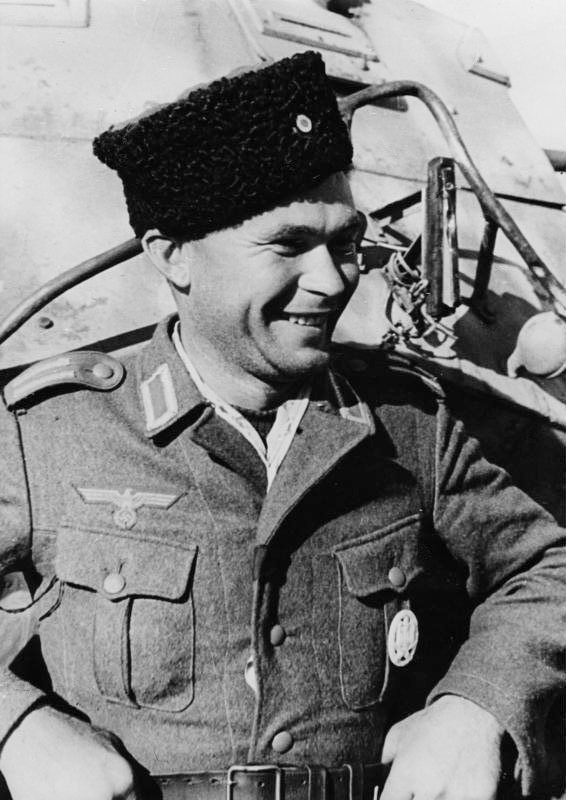
Ein Kosake der Wehrmacht mit dem Sturmabzeichen

Das (allgemeine) Sturmabzeichen war ein Tapferkeitsabzeichen des deutschen Heeres im Zweiten Weltkrieg.

## Vorgeschichte
Bereits während des Überfalls auf Polen im September 1939 erkannte das Oberkommando des Heeres, dass es zwingend notwendig war, dem bisherigen Infanterie-Sturmabzeichen ein weiteres Sturmabzeichen hinzuzufügen. Während das Infanterie-Sturmabzeichen nur für unmotorisierte Schützen und Gebirgsjäger in Frage kam, sollten mit dem (allgemeinen) Sturmabzeichen alle anderen Waffengattungen (beispielsweise Sturmartillerie oder Pioniere), sofern sie mit der Infanterie und Panzerkräften gemeinsam im Kampf standen, gewürdigt werden.

## Stiftung
Das Abzeichen wurde am 1. Juni 1940 mittels Verordnung durch den Oberbefehlshaber des Heeres, Walther von Brauchitsch, eingeführt.
Damit sollten Offiziere, Unteroffiziere und Mannschaften beliehen werden, die weder unter die Bestimmungen des Infanterie-Sturmabzeichens noch des Panzerkampfabzeichens fielen.

## Aussehen
Das (allgemeine) Sturmabzeichen besteht aus einem hochovalen silberfarben gehaltenen Eichenkranz. In seiner Mitte befindet sich der Wehrmachtadler, der in seinen Fängen ein auf einer Spitze stehendes Hakenkreuz hält. Unter dem Hakenkreuz sind eine gegeneinander gekreuzte Stielhandgranate und ein Seitengewehr erkennbar. Beide symbolisieren die Hauptwaffen der Infanterie. Bei den Stufen (Einsatzzahlen) zum Sturmabzeichen war am zentrischen Mittelpunkt am unteren Rand des Abzeichens ein kleines Viereck mit der jeweiligen verliehen Stufe in den Eichenlaubkranz eingefasst.

## Trageweise
Das (allgemeine) Sturmabzeichen wurde als Steckabzeichen auf der linken Brustseite in und außer Dienst zu allen Uniformen der Wehrmacht getragen. Er konnte auch zu allen Uniformen der Partei und des Staates getragen werden. Zur bürgerlichen Kleidung durfte eine verkleinerte Form (16 mm, Nadel) der Auszeichnung am linken Rockaufschlag getragen werden. Bei Festanlässen war ein dementsprechender Miniaturanhänger zum Frackkettchen statthaft.

## Verleihung
Die Verleihungsbestimmungen entsprachen exakt der Stiftungsverordnung zum Infanterie-Sturmabzeichen. Das Sturmabzeichen selber konnte an Personen verliehen werden, die ab 1. Januar 1940
- an drei Sturmangriffen
- in vorderster Linie
- mit der Waffe in der Hand einbrechend
- an drei verschiedenen Kampftagen beteiligt gewesen waren.

Die Verleihung erfolgte durch den Divisionskommandeur, bei den Korps und Heeresgruppen durch den taktischen Vorgesetzten im Range eines Divisionskommandeurs. Der Beliehene erhielt mit Aushändigung der Auszeichnung ein Besitzzeugnis sowie den entsprechenden Eintrag in sein Soldbuch.

## Stufen
Ursprünglich lediglich in einer Stufe gestiftet, machte es der weitere Verlauf des Krieges schließlich notwendig, auch für das Sturmabzeichen höhere Stufen zu schaffen. Dies war der Tatsache geschuldet, dass mehr und mehr Angehörige der Heeresformationen die Verleihungsbedingungen des Sturmabzeichens übererfüllt hatten. Mit Verfügung vom 22. Juni 1943 genehmigte Generalleutnant Rudolf Schmundt in Vertretung des Oberkommando des Heeres schließlich deren Einführung. Die dadurch geschaffene Stufeneinteilung war:
- 1. Stufe: Sturmabzeichen
- 2. Stufe: Sturmabzeichen mit Einsatzzahl 25 (ab 1. Juli 1943)
- 3. Stufe: Sturmabzeichen mit Einsatzzahl 50 (ab 1. Juli 1943)
- 4. Stufe: Sturmabzeichen mit Einsatzzahl 75 (ab 1. Juli 1943)
- 5. Stufe: Sturmabzeichen mit Einsatzzahl 100 (ab 1. Juli 1943)

Mit der Berechnung der Einsatztage konnte ab dem 1. Juli 1943 begonnen werden. Am 2. Juli 1943 wurde die entsprechende Verfügung im Heeresverordnungsblatt veröffentlicht. Nach derzeitigem Wissensstand sind bis zum Kriegsende alle Stufen mit Einsatzzahl verliehen worden. Es durfte jeweils nur die höchste Stufe getragen werden, die niedrigen Stufen verblieben dem Träger jedoch zur Erinnerung. Das Sturmabzeichen selber wurde entgegen der Stiftungsverordnung auch an ausländische Angehörige der Wehrmacht und Verbündete verliehen.

## Sonstiges
In den Stiftungsvorschriften wird von dem Abzeichen stets als Sturmabzeichen gesprochen, zur Abgrenzung bürgerten sich schnell die Bezeichnung Allgemeines Sturmabzeichen bzw. (allgemeines) Sturmabzeichen ein. Laut dem Gesetz über Titel, Orden und Ehrenzeichen vom 26. Juli 1957 ist das Tragen der Auszeichnung in der Bundesrepublik Deutschland nur ohne nationalsozialistische Embleme gestattet.